# Сунгчу
Сунгчу (тиб. ཟུང་ཆུ, Вайли: zung chu, тиб. пиньинь: Sungqu) или Сунпань (кит. упр. 松潘, пиньинь Sōngpān) — уезд Нгава-Тибетско-Цянского автономного округа провинции Сычуань (КНР). Правление уезда размещается в посёлке Цзиньань.

## История
Ещё при империи Цинь в 316 году до н. э. в этих местах был создан уезд Цяньди (湔氐县).
Во времена империи Юань в этих местах были области Сунчжоу (松州) и Паньчжоу (潘州). При империи Мин они были объединены в Сунпаньский караул (松潘卫). При империи Цин он был преобразован в Сунпаньский комиссариат (松潘厅). После Синьхайской революции в Китае была произведена реформа структуры административного деления, и в 1913 году комиссариат был преобразован в уезд.
В 1950 году был создан Специальный район Маосянь (茂县专区), и уезд вошёл в его состав. В 1953 году Специальный район Маосянь был преобразован в Тибетский автономный район провинции Сычуань (四川省藏族自治区), при этом из уезда Сунпань был выделен уезд Наньпин. В 1955 году была расформирована провинция Сикан, а её территория была присоединена к провинции Сычуань; так как в провинции Сикан также имелся Тибетский автономный район, то Тибетский автономный район провинции Сычуань был преобразован в Нгава-Тибетский автономный округ (阿坝藏族自治州). В 1959 году уезд Наньпин был вновь присоединён к уезду Сунпань, но в 1963 году создан опять (впоследствии был переименован в Цзючжайгоу). В 1987 году Нгава-Тибетский автономный округ был переименован в Нгава-Тибетско-Цянский автономный округ.

## Административное деление
Уезд делится на 2 посёлка, 21 волость и 2 национальные волости.